# Tân Thụy Điển
Tân Thụy Điển (tiếng Thụy Điển: Nya Sverige; tiếng Phần Lan: Uusi Ruotsi; tiếng Latinh: Nova Svecia) là thuộc địa của Thụy Điển dọc theo hạ lưu sông Delaware ở Hoa Kỳ từ 1638 đến 1655, được thành lập trong Chiến tranh Ba Mươi Năm khi Thụy Điển một sức mạnh quân sự lớn. Thụy Điển mới là một phần của các nỗ lực thực dân Thụy Điển ở châu Mỹ. Các khu định cư được thành lập ở cả hai phía của Thung lũng Delaware trong khu vực Delaware, New Jersey và Pennsylvania, thường ở những nơi mà thương nhân Thụy Điển đã đến thăm từ khoảng năm 1610. Fort Christina ở Wilmington, Delkn là khu định cư đầu tiên, được đặt theo tên của vị vua Thụy Điển trị vì. Những người định cư là người Thụy Điển, người Phần Lan và một số người Hà Lan. Tân Thụy Điển đã bị Cộng hòa Hà Lan chinh phục vào năm 1655 trong Chiến tranh phương Bắc lần thứ hai và sáp nhập vào thuộc địa Hà Lan của Tân Hà Lan.

## Lịch sử
Sau khi trở nên độc lập khỏi Đan Mạch vào năm 1523 với Vua Gustav I, Thụy Điển đã mở rộng bởi Baltic và đạt đến đỉnh cao dưới thời quân vương chiến binh Gustav, người đã giành được những chiến thắng rực rỡ trước Đức trong Chiến tranh Ba Mươi Năm. Vào những năm 1630, mong muốn đưa đất nước của mình ngang hàng với các cường quốc châu Âu khác, ông đã chú ý đến ý tưởng xâm chiếm bờ biển phía đông Bắc Mỹ. Dự án này đã sống sót sau cái chết của ông (xảy ra vào năm 1632) và năm 1638, Công ty Tân Thụy Điển bắt đầu thực hiện các chuyến đi đến thuộc địa.
Các trung tâm đô thị chính Tân Thụy Điển là Fort Cristina, trên các bờ sông Delaware, được thành lập ngày 29 tháng 3 năm 1638 bởi nhà thám hiểm Peter Minuit trong tên của Khristina. Sau đó, thị trấn này sẽ trở thành thành phố Wilmington. Ban đầu, nó bao gồm khoảng 600 người định cư Thụy Điển và Phần Lan, hai người thành lập một thuộc địa phát triển mạnh dưới đốc Johan Björnsson Printz, người nuôi dưỡng mối quan hệ tốt với các nước láng giềng châu Âu và người da đỏ. Các khu vực khác nơi người định cư Thụy Điển định cư là phía đông nam Pennsylvania, nơi họ thành lập thủ đô của họ gần Philadelphia và tây nam Tân Jersey. Nền kinh tế của Tân Thụy Điển dựa trên nông nghiệp và buôn bán lông thú
Sự kiểm soát của Thụy Điển đối với khu vực chỉ kéo dài 17 năm. Vào tháng 9 năm 1655, dưới sự chỉ đạo của Thống đốc Johan Rising, Tân Thụy Điển đã bị tấn công bởi thuộc địa Hà Lan láng giềng của Hà Lan và bị sáp nhập vào thuộc địa của Hà Lan. Cuối cùng, nó đã trở thành một phần của Đế quốc Anh khi nó bị một hạm đội Anh xâm chiếm năm 1664.

## Ảnh hưởng từ Phần Lan
Những người định cư đến từ Vương quốc Thụy Điển. Tỷ lệ Người Phần Lan ở Tân Thụy Điển tăng trưởng đặc biệt là vào cuối thời thuộc địa. Khi tàu Mercurius đi đến thuộc địa năm 1655, 92 và 106 hành khách đã được liệt kê là người Phần Lan. Một số người là Skogfinns, người gốc Phần Lan sống ở khu vực rừng thuộc miền trung Thụy Điển. Người Skogfinn di cư chủ yếu từ Savo ở miền đông Phần Lan để Dalarna, Bergslagen và các hạt khác ở miền trung Thụy Điển vào cuối những thế kỷ XVI và vào đầu và giữa thế kỷ XVII. Động thái của họ bắt đầu dưới sự thúc đẩy của quốc vương Thụy Điển, ông Christopher Vasa, để mở rộng nền nông nghiệp của họ ở những vùng không có người ở này của đất nước họ. Những người Phần Lan này được trồng theo truyền thống với kỹ thuật đốt phù hợp hơn với nền nông nghiệp tiên phong ở những khu vực rừng rộng lớn. Ngoài ra, phương pháp này cũng được sử dụng bởi người Mỹ bản địa sống ở Delaware.

## Xung đột và bán đất
Không có xung đột nghiêm trọng với Tân Hà Lan trong gần như toàn bộ thời gian thuộc địa tồn tại. Mặc dù cô tiếp tục tuyên bố vùng đất bị người Thụy Điển chiếm đóng, Hà Lan không muốn làm hỏng quan hệ với Thụy Điển trong các tranh chấp lãnh thổ.
Năm 1651, người Hà Lan đã xây dựng Fort Casimir ở cửa Sông Delaware trong khu vực gần các khu định cư của Thụy Điển. Vào tháng 5 năm 1654, thống đốc tân thuộc địa Johan Riesing đã tấn công pháo đài, và ông đã đầu hàng mà không chiến đấu. Để đáp lại điều này, vào tháng 9 năm 1655, Tổng giám đốc của New Holland, Peter Stavezant, đã gửi 317 binh sĩ trên 7 tàu chống lại Tân Thụy Điển và chiếm lại Fort Casimir. Hai tuần sau, Riesing đầu hàng và chuyển tất cả các quyền để quản lý thuộc địa cho Hà Lan. thực dân Thụy Điển đã trao quyền tự chủ rộng, tiết kiệm, và sau khi chụp của New Holland Anh trong năm 1664. Nó đã bị loại chỉ trong năm 1681, khi những vùng đất cũ của Tân Thụy Điển, cùng với một số người khác, được chuyển đến William Penn và Pennsylvania được thành lập bởi ông.